# Palazzetto dello sport Parini
Il palazzetto dello sport Parini è la principale struttura sportiva coperta della cittadina di Cantù. Prende il nome dal piazzale antistante la struttura.
È la sede delle gare interne della Libertas Brianza, squadra di pallavolo maschile militante in serie A2, e del Team Abc-Gorla Cantù, formazione di pallacanestro maschile che gioca nel girone A della Divisione Nazionale C. Per diversi anni, dalla sua inaugurazione fino al 1974, è stata la sede delle gare casalinghe della Pallacanestro Cantù.

## Storia
La storia del palazzetto Parini è strettamente legata a quella della Pallacanestro Cantù, infatti prima ancora che fosse costruita una struttura coperta già esisteva un campo da basket. Dopo i primi anni all'interno del cortile delle Suore sacramentine di Cantù, nel dopoguerra le partite di campionato vennero disputate in piazza Parini, con un campo disegnato sull'asfalto e delle tribune in legno ad ospitare il pubblico che si avvicinava a questo nuovo sport. Molte volte in inverno prima della partita si doveva sgomberare il campo dalla neve, in quanto il campo era completamente all'aperto.
Nel 1956, su invito della federazione, il campo venne coperto con una struttura prefabbricata e le tribune in legno vennero sostituite da dei gradoni in cemento armato.
Ben presto diventò uno dei campi più caldi della Lombardia, soprattutto negli infuocati derby con Milano e Varese, per la sua struttura piccola e con le tribune a ridosso del campo. La sua capienza iniziale era di 2.000 persone in piedi, stipate sulle due tribune.
Nel 1974 la formazione canturina fu costretta ad emigrare dalla struttura di piazza Parini in quanto non più conforme alle nuove norme introdotte dalla Lega Basket relative alle strutture sportive del massimo campionato cestistico che imponevano una capienza minima di 3.500 posti. Visto che le procedure per la ristrutturazione della vecchia struttura sportiva o la costruzione di una nuova nella città di Cantù erano più lunghe del previsto, stante la situazione di emergenza, in quanto la Pallacanestro Cantù rischiava di perdere la partecipazione alla Serie A1, il patron canturino Aldo Allievi decise di costruire una nuova struttura nella vicina Cucciago, più capiente e adeguata anche alla partecipazione nelle competizioni internazionali.